# Ārash Miresmāeli
Ārash Miresmāeli (persisch آراش میرسماعیلی Arasch Miresmaeli [ɒːˈraʃ miːresmɒːiːˈliː]; * 3. März 1981 in Chorramabad) ist ein ehemaliger iranischer Judoka und zweifacher Weltmeister im Halbleichtgewicht (bis 66 kg) sowie heutiger Präsident des iranischen Judoverbands.

## Werdegang
Miresmāeli wurde bereits im Alter von 15 Jahren Mitglied der iranischen Judonationalmannschaft. Bei den Olympischen Spielen 2000 in Sydney errang er im Halbleichtgewicht Platz 5.
Im Jahr darauf wurde er bei den Judo-Weltmeisterschaften in München Weltmeister. Damit war er der erste Iraner in der Geschichte, der einen Weltmeistertitel erringen konnte. Seinen Titel konnte er 2003 bei den Weltmeisterschaften in Osaka erfolgreich verteidigen.
Bei den Olympischen Spielen 2004 in Athen sorgte Miresmāeli für einen politischen Skandal, als er erklärte, er wolle nicht gegen den israelischen Judoka Ehud Vaks antreten, um auf diese Weise seine Sympathie für das palästinensische Volk auszudrücken. Diese Äußerung im Vorfeld der Spiele stieß auf heftige Kritik. Miresmāeli durfte  während der Eröffnungsfeier beim Einmarsch der Athleten die iranische Olympiamannschaft als Fahnenträger anführen. Am 14. August 2004 zog Miresmaeli seine Boykottandrohung zurück. Jedoch wurde er nicht zu den Wettkämpfen zugelassen, nachdem er am 15. August beim offiziellen Wiegen das Gewichtslimit von 66 Kilogramm überschritt. Der Pressesprecher des Judo-Weltverbandes Michel Brousse äußerte sich überrascht, „dass ausgerechnet ein Sportler der Klasse von Miresmāeli zum Wiegen mit Übergewicht antritt“. Allgemein wird von einer absichtlichen Inkaufnahme der Disqualifikation ausgegangen, um nicht in der ersten Runde gegen den zugelosten Israeli antreten zu müssen.